# Біг на 800 метрів
Біг на 800 метрів — легкоатлетична дисципліна, один із видів бігу на середні дистанції. Зазвичай на легкоатлетичному стадіоні з довжиною доріжки 400 метрів, забіг на 800 метрів становить два кола. При змаганнях під дахом, коли довжина доріжки становить 200 метрів, це чотири кола. Біг на 800 метрів входив до програми усіх Олімпійських ігор сучасності.
800 метрів складна та особлива дистанція, яка вимагає від спортсмена водночас аеробної витривалості й майже спринтерської швидкості. Бігуни на 800 метрів часто достатньо швидкі для естафети 4 x 400 метрів, але тільки Альберто Хуанторена та Ярміла Кратохвілова вигравали значні міжнародні змагання як на 400, так і на 800 метрів. Звичніша ситуація, коли бігуни на 800 метрів досягають успіхів і в бігу на 1500 метрів.

## Рекорди

### Світу
- Ч Давід Рудіша 1.40,91, Лондон, 9 серпня 2012
- Ж Ярміла Кратохвілова 1.53,28, Мюнхен, 26 липня 1983

### Юніори до 20 років
- Ч Найджел Амос 1.41,73, Лондон, 9 серпня 2012
- Ж Памела Джелімо 1.54,01, Цюрих, 29 серпня 2008

### України
- Ч Леонід Масунов 1.45,08, Київ, 22 червня 1984
- Ж Надія Мушта-Олізаренко 1.53,43, Москва, 27 липня 1980

### Чільна десятка бігунів на 800м усіх часів
Станом на липень 2021
| Місце | Час     | Бігун               | Країна          | Дата           | Місце     | Посилання |
| ----- | ------- | ------------------- | --------------- | -------------- | --------- | --------- |
| 1     | 1.40,91 | Давід Рудіша        | Кенія           | 9 серпня 2012  | Лондон    | [ 1 ]     |
| 2     | 1.41,11 | Вілсон Кіпкетер     | Данія           | 24 серпня 1997 | Кельн     |           |
| 3     | 1.41,73 | Себастьян Коу       | Велика Британія | 10 червня 1981 | Флоренція |           |
| 3     | 1.41,73 | Найджел Амос        | Ботсвана        | 9 серпня 2012  | Лондон    | [ 1 ]     |
| 5     | 1.41,77 | Жуакін Крус         | Бразилія        | 26 серпня 1984 | Кельн     |           |
| 6     | 1.42,05 | Еммануель Корір     | Кенія           | 22 липня 2018  | Лондон    |           |
| 7     | 1.42,23 | Абубакер Какі Хаміс | Судан           | 4 червня 2010  | Осло      | [ 2 ]     |
| 8     | 1.42,28 | Саммі Коскей        | Кенія           | 26 серпня 1984 | Кельн     |           |
| 9     | 1.42,34 | Вілфред Бунґей      | Кенія           | 8 вересня 2002 | Рієті     |           |
| 9     | 1.42,34 | Донаван Брейзер     | США             | 01 жовтня 2019 | Доха      |           |

### Чільна десятка бігунок на 800м усіх часів
Станом на липень 2021.
| Місце | Час     | Бігунка                   | Країна         | Дата           | Місце         | Посилання |
| ----- | ------- | ------------------------- | -------------- | -------------- | ------------- | --------- |
| 1     | 1.53,28 | Ярміла Кратохвілова       | Чехословаччина | 26 липня 1983  | Мюнхен        |           |
| 2     | 1.53,43 | Надія Мушта-Олізаренко    | СРСР           | 27 липня 1980  | Москва        |           |
| 3     | 1.54,01 | Памела Джелімо            | Кенія          | 29 серпня 2008 | Цюрих         |           |
| 4     | 1.54,25 | Кастер Семеня             | ПАР            | 30 червня 2018 | Париж         |           |
| 5     | 1.54,44 | Ана Фіделія Кірот         | Куба           | 9 вересня 1989 | Барселона     |           |
| 6     | 1.54,81 | Ольга Сироватська-Мінєєва | СРСР           | 27 липня 1980  | Москва        |           |
| 7     | 1.54,94 | Тетяна Казанкіна          | СРСР           | 26 липня 1976  | Монреаль      |           |
| 8     | 1.55,05 | Дойна Мелінте             | Румунія        | 1 серпня 1982  | Бухарест      |           |
| 9     | 1.55,19 | Марія Мутола              | Мозамбік       | 17 серпня 1994 | Цюрих         |           |
| 9     | 1.55,19 | Йоланда Чеплак            | Словенія       | 20 липня 2002  | Гесден-Золдер |           |

### Чільна десятка бігунів на 800 м усіх часів в Україні
| Результат | Атлет                       | Дата       | Місто         |
| --------- | --------------------------- | ---------- | ------------- |
| 1.45,08   | Леонід Масунов (Од)         | 22.06.1984 | Київ          |
| 1.45,41   | Іван Гешко (Хм)             | 15.06.2003 | Дортмунд      |
| 1.45,49   | Євген Аржанов (Квм)         | 06.07.1973 | Цюрих         |
| 1.45,62   | Аржанов                     | 12.08.1971 | Гельсінкі     |
| 1.45,74   | Гешко                       | 06.06.2006 | Турин         |
| 1.45,76   | Масунов                     | 21.07.1984 | Потсдам       |
| 1.45,79   | Анатолій Решетняк (АР Крим) | 31.08.1978 | Прага         |
| 1.45,89   | Аржанов                     | 02.09.1972 | Мюнхен        |
| 1.45,92   | Гешко                       | 25.08.2004 | Афіни         |
| 1.45,98   | Гешко                       | 04.07.2003 | Київ          |
| 1.46,20   | Тарас Бибик (Чрв)           | 12.07.2013 | Тампере       |
| 1.46,56   | Євген Гуцол (Вл)            | 26.06.2018 | Кропивницький |
| 1.46,68   | Віктор Сапетченков (Од)     | 18.09.1986 | Ташкент       |
| 1.46,78   | Олександр Осмолович (Жт)    | 29.06.2010 | Москва        |
| 1.46,80   | Анатолій Якимович (Вл)      | 01.06.1996 | Мадрид        |
| 1.46,80   | Роман Ярко (Жт)             | 19.06.2016 | Луцьк         |

| Результат | Атлетка               | Дата       | Місто     |
| --------- | --------------------- | ---------- | --------- |
| 1.53,43   | Надія Олізаренко (Од) | 27.07.1980 | Москва    |
| 1.54,85   | Олізаренко            | 12.06.1980 | Москва    |
| 1.56,03   | Олізаренко            | 01.08.1988 | Київ      |
| 1.56,09   | Олізаренко            | 22.06.1984 | Київ      |
| 1.56,25   | Олізаренко            | 01.08.1985 | Ленінград |
| 1.56,37   | Олізаренко            | 21.07.1984 | Потсдам   |
| 1.56,63   | Олізаренко            | 17.08.1985 | Москва    |
| 1.57,15   | Олізаренко            | 28.08.1986 | Штутгарт  |
| 1.57,20   | Інна Євсєєва (Жт)     | 03.08.1992 | Барселона |
| 1.57,32   | Юлія Кревсун (Хрк)    | 16.08.2008 | Пекін     |
| 1.57,34   | Тетяна Петлюк (Квм)   | 15.06.2006 | Київ      |
| 1.58,30   | Лілія Лобанова (Днц)  | 31.05.2011 | Ялта      |
| 1.58,46   | Наталія Лупу (Чрв)    | 14.06.2012 | Ялта      |
| 1.58,56   | Тетяна Хамітова (Зп)  | 28.08.1985 | Донецьк   |
| 1.58,60   | Наталія Прищепа (Рв)  | 01.09.2016 | Цюрих     |
| 1.58,64   | Ольга Ляхова (Пл)     | 13.09.2015 | Рієті     |
| 1.58,81   | Олена Завадська (Днц) | 27.05.1994 | Київ      |

## Розряди
Вікових обмежень, для отримання розряду з данної дисципліни немає, умовою отримання розряду, є виконання нормативу встановленого на обраний розряд на конкретних змаганнях в регіоні чи країні проживання..
| Розряди                    | МСМК    | МС      | КМС     | Дорослі розряди | Дорослі розряди | Дорослі розряди | Юнацькі розряди | Юнацькі розряди | Юнацькі розряди |
| Розряди                    | МСМК    | МС      | КМС     | I               | II              | III             | I               | II              | III             |
| Чоловіки (коло 400 метрів) | 1:46,50 | 1:49,24 | 1:54,74 | 2:01,24         | 2:10,24         | 2:20,24         | 2:31,24         | 2:43,24         | 2:58,24         |
| Чоловіки (коло 200 метрів) | 1:48,10 | 1:50,84 | 1:56,34 | 2:02,84         | 2:11,84         | 2:21,84         | 2:32,84         | 2:44,84         | 2:59,84         |
| Жінки (коло 400 метрів)    | 2,00:24 | 2:05,64 | 2:15,24 | 2:25,24         | 2:36,24         | 2:48,24         | 3:01,24         | 3:16,24         | 3:35,24         |
| Жінки (коло 200 метрів)    | 2,01:84 | 2:07,24 | 2:16,84 | 2:26,84         | 2:37,84         | 2:49,84         | 3:02,84         | 3:17,84         | 3:36,84         |

## Цікаві факти, про дистанцію
Предком дистанції бігу на 800 метрів, є біг на дистанцію 880 ярдів (приблизно 804 метра), цю бігову дистанцію використовували в змагання в Великій Британії 1830-х років, пізніше цю дистанцію спростили, до просто бігу на рівно 800 метрів.

## Виноски
1. 1 2  800 Metres Results. IAAF. 9 серпня 2012. Архів оригіналу за 02-10-2012. Процитовано 9 серпня 2012.
2. ↑  800 Metres Results. www.diamondleague-oslo.com. 4 червня 2010. Архів оригіналу за 7 червня 2010. Процитовано 7 червня 2010. [Архівовано 2010-06-07 у Wayback Machine.]
3. ↑  Таблиці спортивних розрядів з легкої атлетики • ⚽ Спортівець.